# Enrique Palacios Hernández
Enrique Palacios Hernández (Melilla, 14 de julio de 1951[cita requerida]) es un policía y político español que ostentó la presidencia de la ciudad autónoma de Melilla entre 1998 y 1999.

## Biografía
En 1982 se afilió a la conservadora Alianza Popular (luego Partido Popular) y cuatro años más tarde había logrado convertirse uno de los miembros de la Junta Directiva de la formación, desempeñando varios cargos de gobierno en la década siguiente. A principios de febrero de 1997, Palacios y su compañero diputado Abdelmalik Tahar abandonaron el partido y se integraron como independientes en el Grupo Mixto.
El día 28 de ese mes, apoyado por el Partido Socialista y Coalición por Melilla, Palacios presentó una moción de censura contra el presidente Ignacio Velázquez, quien reaccionó cerrando la asamblea para dificultar su tramitación y así impedir que se votara. El intento fracasó y el 1 de marzo se votó la moción, pero Velázquez retiró a Palacios su derecho al voto mediante un decreto y ésta no salió adelante. Unos días después, el diputado Tahar desapareció de Melilla renunciando a su acta tras haber sido sobornado con tres millones de pesetas en metálico y la promesa de 47 millones más, lo que junto al decreto que privaba del voto a Palacios mermaba la mayoría del bloque impulsor de la moción de censura. Todos estos hechos, que fueron llevados sucesivamente a los tribunales por la oposición, acabarían provocando años después la inhabilitación de Velázquez y la condena de su jefe de gabinete (por el soborno a Tahar) a 300.000 euros de multa.
Finalmente, el 1 de marzo de 1998 se reanudó la votación y Palacios fue elegido presidente de la ciudad con los votos de PSOE, Coalición por Melilla, Unión del Pueblo Melillense y los dos diputados del Grupo Mixto. El día 15 de ese mes, el Partido Popular quiso presentar una moción de censura en su contra pero cuando acudieron a registrarla encontraron las puertas de la asamblea cerradas y al secretario (imprescindible para formalizar el trámite) ausente, por lo que al expirar el plazo hubieron de retirarla.
El 15 de febrero de 1999, el PP presentó una nueva moción de censura aprovechando los desencuentros entre Palacios (quien anunció que intentaría revalidar su cargo en los próximos comicios con un nuevo partido, el PIM) y sus socios de Coalición por Melilla. La votación se celebró en un tenso pleno en el que la bancada popular interrumpió constantemente el discurso de Palacios y profirió algunos insultos, y aunque Velázquez sacó dos votos más que Palacios (12 contra 10) no fue investido presidente por ser necesario para ello alcanzar la mayoría absoluta.
Palacios ocupó la presidencia hasta la celebración de nuevas elecciones y la constitución de la nueva asamblea el 5 de julio de 1999. A partir de entonces pasó a ocupar la vicepresidencia en el gabinete coaligado de Mustafá Aberchán. El 15 de junio de 2000, Unión del Pueblo Melillense y Partido Popular presentaron una moción de censura y Palacios, que actuaba como presidente accidental en ese momento, firmó un decreto para clausurar la asamblea el día en que ésta debía votarse, pero la moción finalmente se celebró el 20 de julio y Juan José Imbroda fue investido presidente con el apoyo de 16 de los 25 diputados del pleno (UPM, PP y GIL).
El 3 de noviembre del año 2000, Palacios fue sentenciado a siete años de inhabilitación para ejercer cargos públicos por su maniobra para obstaculizar la moción de censura del Partido Popular de 1998, condena que recurrió ante el Tribunal Supremo pero que fue ratificada por éste el 18 de junio de 2002. Un año más tarde, el 10 de diciembre de 2003, el Juzgado de lo Penal número 9 de Melilla lo condenó a otros nueve años de inhabilitación por su intento de obstaculizar la moción de censura del 2000.